# Júlio Pereira

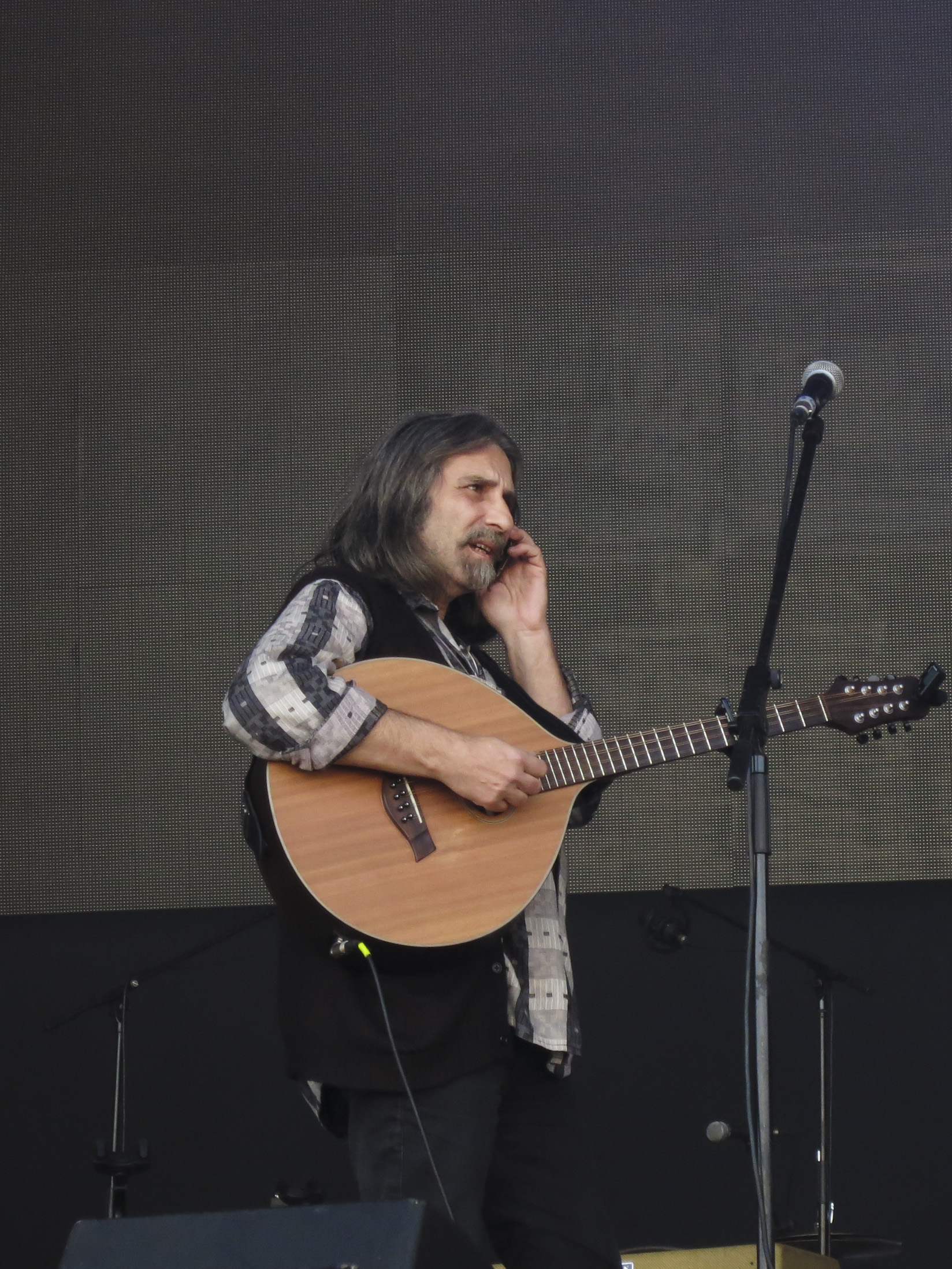
Júlio Pereira mit einer Flachmandoline, 2014

Júlio Fernando de Jesus Pereira (* 22. Dezember 1953 in Moscavide) ist ein portugiesischer Musiker.

## Leben
Er interessierte sich früh für traditionelle portugiesische Instrumente und Musik. Bereits im Alter von sieben Jahren hatte er von seinem Vater Mandoline (port. Bandolim) spielen gelernt. Er begann seine Musiker-Laufbahn erst in der Rockband The Playboys (1968–1972), dann in der Progressive-Rock-Band Petrus Castrus (1971–1973) und schließlich in der Hard-Rock-Band Xarhanga (1972–1974). Bei den Aufnahmen des Albums Mestre in den Strawberry Studios in Paris lernte er José Mário Branco kennen. Unter diesem Eindruck entfernte sich Pereira nun weiter von der Rockmusik und näherte sich zunehmend der traditionellen Musik.
Nach der Nelkenrevolution 1974 und auf Einladung Brancos übernahm Pereira dann an Raul Solnados Teatro Villaret die musikalische Leitung des Stücks Liberdade, liberdade (dt.: Freiheit, Freiheit), mit Musik von José Mário Branco und Fausto Bordalo Dias. Hier begann seine Tätigkeit als Musiker und Arrangeur, die ihn verstärkt ab der zweiten Hälfte der 1970er Jahre beschäftigt, u. a. für Adriano Correia de Oliveira, José Afonso, dem GAC (Grupo de Acção Cultural), Vitorino oder Paulo de Carvalho.
1975 entstand sein erstes Album unter eigenem Namen, Bota-Fora (dt. etwa: Schmeiss weg). Mit dem Sänger Carlos Cavalheiro spielte er hier Lieder ein, die sich mit Kolonialismus, den Befreiungsbewegungen, und dem portugiesischen Kolonialkrieg auseinandersetzten, sowohl textlich als auch musikalisch, mit Einflüssen afrikanischer Musik. Auf seinen folgenden Alben Fernandinho Vai ó Vinho (dt. etwa: Kleiner Ferdinand, hol´ Wein) und Lisboémia arbeitete Pereira mit verschiedenen Sängern und Musikern zusammen (u. a. J. M. Branco, A.C. de Oliveira, José Afonso, Guilherme Inês, Eduardo Zé u. a.). Er sang dabei auch selbst, und besang dabei Themen des menschlichen Miteinanders im Alltag und Geschichten typischer Figuren Lissabons. Seit 1977 begleitete er José Afonso musikalisch regelmäßig.
Pereira widmete sich nun zunehmend der überlieferten portugiesischen Volksmusik und den traditionellen Instrumenten. Neben dem, ihm seit Jugendtagen vertrauten Bandolim befasste er sich seit 1979 mit dem Cavaquinho, mit dem er 1981 ein ganzes Album lang portugiesische Volkslieder interpretierte, und dessen Einsatzmöglichkeiten in der populären Musik er dabei neu definierte und erweiterte, so dass es seither wieder ein häufig gehörtes Instrument in der populären Musiklandschaft Portugals wurde. Pereira beschäftigte sich nun verstärkt mit traditionellen portugiesischen Saiteninstrumenten. 1983 widmete er der Viola Braguesa, eine der traditionellen portugiesischen Gitarren, ein ganzes Album, welches nicht so stilprägend wurde, wie vorher das Cavaquinho-Album. 1992 schließlich widmete er mit der LP O Meu Bandolim (dt. Meine Mandoline) seinem am längsten bekannten Saiteninstrument ein ganzes Album.
Pereira trat seit Mitte der 1970er Jahre auch häufig im Ausland auf, zuerst in Begleitung von José Afonso, später auch mit anderen Musikern und Projekten, sowohl auf der Bühne, als auch im Studio. Im Laufe seiner Karriere arbeitete er zusammen mit Musikern aus den verschiedensten Ländern, darunter Pete Seeger (In Lisbon 1981), The Chieftains (Santiago 1995), Carlos do Carmo, Chico Buarque, Kepa Junkera (Lau Eskutara 1996), Sara Tavares, Tontxu und Dulce Pontes.
Mit dem Album Cavaquinho.pt kehrte er 2013 auch mit Aufnahmen zum Cavaquinho zurück, dem Instrument, als einer dessen angesehensten Instrumentalisten er heute gilt. Pereira widmete sich hier dem Cavaquinho mit Gastmusikern in den Spielvarianten, die sich durch die weltweite Verbreitung des Instruments entwickelt haben, insbesondere in Nordportugal, Madeira, Galicien, Kap Verde und Brasilien. Das Album erschien im renommierten Tradisom-Verlag, in einer Edition mit einem ausführlichen Buch im CD-Format, das sich zweisprachig (port. und engl.) in musikwissenschaftlichen Beiträgen der Geschichte des Instruments widmet. Júlio Pereira stellte das Album am 7. Januar 2014 im Centro Cultural de Belém in Lissabon unter Aufmerksamkeit der Medien öffentlich vor.

## Diskografie
| - 1971 – Marasmo (EP) [Petrus Castrus] - 1972 – Tudo Isto, Tudo Mais (EP) [Petrus Castrus] - 1972 – Acid Nightmare / Wish Me Luck (Single) [Xarhanga] - 1973 – Great Goat / Smashing Life (in a City) (Single) [Xarhanga] - 1973 – Mestre [Petrus Castrus] - 1975 – Bota-Fora (mit Carlos Cavalheiro) - 1976 – Fernandinho Vai ó Vinho (1994 neu aufgelegt) - 1978 – Lisboémia - 1979 – Mãos de Fada - 1981 – Cavaquinho (1993 neu aufgelegt) | - 1983 – Braguesa (1994 neu aufgelegt) - 1983 – Nordeste/Vira Cavaquinho (Single) - 1984 – Júlio Pereira - 1984 – Cadói - 1984 – Portugal by Júlio Pereira - 1986 – Os Sete Instrumentos - 1988 – Miradouro - 1989 – O Melhor de Júlio Pereira (Best of) - 1990 – Janelas Verdes - 1992 – O Meu Bandolim - 1994 – Acústico | - 1995 – Lau Eskutara (mit Kepa Junkera) - 1997 – Missangas - 2001 – Rituais - 2003 – Faz-de-Conta (mit Sara Tavares) - 2007 – Geografias (mit Sofia Vitória) - 2010 – Graffiti (mit Sara Tavares, Dulce Pontes, Manuela Azevedo, Maria João, Luanda Cozetti, Filipa Pais, Nancy Vieira, Olga Cerpa, Sofia Vitória, und Marisa Liz) - 2013 – Cavaquinho.pt (mit Sara Tavares, Luanda Cozetti, Uxia, João Afonso, Sofia Vitória und CRAMOL) |